# Bondoraszó község
Bondoraszó község (románul: Comuna Budureasa, németül: Gemeinde Buderatz) község Bihar megyében, Romániában. Központja Bondoraszó, beosztott falvai Belényesszeleste, Borda, Száka, Telek.

## Népessége
A 2011-es népszámlálás adatai alapján a község népessége 2581 fő volt.